# 若杉正明
若杉 正明（わかすぎ まさあき、1964年8月14日 - ）は、日本の映画プロデューサー。ビーワイルド代表取締役社長。一人称はボキちゃん。

## 来歴
三重県上野市（現伊賀市）生まれ。NHKなどを経て、1995年テレビの企画制作プロダクションビーワイルドを設立。相米慎二監督『風花』の制作をきっかけに映画プロデュースを開始。続く2作目崔洋一監督『刑務所の中』ではプロデューサーとして藤本賞新人賞を受賞。
2004年、崔監督の『血と骨』で第28回日本アカデミー賞優秀作品賞を受賞、2006年には根岸吉太郎監督『雪に願うこと』で東京国際映画祭で史上初の四冠を獲得。2009年には『クライマーズ・ハイ』が第51回ブルーリボン賞で作品賞を受賞。また、日本映画テレビプロデューサー協会選出のエランドール賞を受賞。
2014年5月12日に、映画製作への出資と称し約3000万円を詐取したとして警視庁に逮捕されたが、東京地検は不起訴処分とした。

## フィルモグラフィ
- 雪に願うこと
- 血と骨
- ニワトリはハダシだ
- 花
- 刑務所の中
- 風花
- 天使の卵
- 酒井家のしあわせ
- 舞妓Haaaan!!!
- サイドカーに犬
- ラストラブ
- サッド ヴァケイション
- 秋深き
- 花影
- クライマーズ・ハイ
- たみおのしあわせ
- 天国はまだ遠く
- 余命
- ハチミツドロップス
- なくもんか
- 渋谷

## 不祥事
- 2014年5月12日、映画製作への出資名目で現金約3000万円を詐取したとして、警視庁渋谷署詐欺容疑で逮捕される。逮捕容疑は2008年11月下旬、映画制作に関与していないにもかかわらず、東京都港区の会社役員男性（48）に対し、「大成功した実績のある映画のシリーズなので、確実に投資額の5倍になる」、「テレビ局が契約に入っているから大丈夫だ」などと嘘を言い、同容疑者の口座に約3000万円を入金させ、詐取した疑い。警視庁渋谷署は詐取金の一部を借金の返済に充てていたとみている。本人は、「騙すつもりはなかった」と容疑を否認している[1][2]。